# 1716
Portal Geschichte | Portal Biografien | Aktuelle Ereignisse | Jahreskalender | Tagesartikel

◄ |
17. Jahrhundert |
18. Jahrhundert
| 19. Jahrhundert | ►

◄ |
1680er |
1690er |
1700er |
1710er
| 1720er | 1730er | 1740er | ►

◄◄ |
◄ |
1712 |
1713 |
1714 |
1715 |
1716
| 1717 | 1718 | 1719 | 1720 | ► | ►►
Staatsoberhäupter  · Nekrolog   · Musikjahr
| Januar | Januar | Januar | Januar | Januar | Januar | Januar | Januar |
| Kw     | Mo     | Di     | Mi     | Do     | Fr     | Sa     | So     |
| ------ | ------ | ------ | ------ | ------ | ------ | ------ | ------ |
| 1      |        |        | 1      | 2      | 3      | 4      | 5      |
| 2      | 6      | 7      | 8      | 9      | 10     | 11     | 12     |
| 3      | 13     | 14     | 15     | 16     | 17     | 18     | 19     |
| 4      | 20     | 21     | 22     | 23     | 24     | 25     | 26     |
| 5      | 27     | 28     | 29     | 30     | 31     |        |        |

| Februar | Februar | Februar | Februar | Februar | Februar | Februar | Februar |
| Kw      | Mo      | Di      | Mi      | Do      | Fr      | Sa      | So      |
| ------- | ------- | ------- | ------- | ------- | ------- | ------- | ------- |
| 5       |         |         |         |         |         | 1       | 2       |
| 6       | 3       | 4       | 5       | 6       | 7       | 8       | 9       |
| 7       | 10      | 11      | 12      | 13      | 14      | 15      | 16      |
| 8       | 17      | 18      | 19      | 20      | 21      | 22      | 23      |
| 9       | 24      | 25      | 26      | 27      | 28      | 29      |         |

| März | März | März | März | März | März | März | März |
| Kw   | Mo   | Di   | Mi   | Do   | Fr   | Sa   | So   |
| ---- | ---- | ---- | ---- | ---- | ---- | ---- | ---- |
| 9    |      |      |      |      |      |      | 1    |
| 10   | 2    | 3    | 4    | 5    | 6    | 7    | 8    |
| 11   | 9    | 10   | 11   | 12   | 13   | 14   | 15   |
| 12   | 16   | 17   | 18   | 19   | 20   | 21   | 22   |
| 13   | 23   | 24   | 25   | 26   | 27   | 28   | 29   |
| 14   | 30   | 31   |      |      |      |      |      |

| April | April | April | April | April | April | April | April |
| Kw    | Mo    | Di    | Mi    | Do    | Fr    | Sa    | So    |
| ----- | ----- | ----- | ----- | ----- | ----- | ----- | ----- |
| 14    |       |       | 1     | 2     | 3     | 4     | 5     |
| 15    | 6     | 7     | 8     | 9     | 10    | 11    | 12    |
| 16    | 13    | 14    | 15    | 16    | 17    | 18    | 19    |
| 17    | 20    | 21    | 22    | 23    | 24    | 25    | 26    |
| 18    | 27    | 28    | 29    | 30    |       |       |       |

| Mai | Mai | Mai | Mai | Mai | Mai | Mai | Mai |
| Kw  | Mo  | Di  | Mi  | Do  | Fr  | Sa  | So  |
| --- | --- | --- | --- | --- | --- | --- | --- |
| 18  |     |     |     |     | 1   | 2   | 3   |
| 19  | 4   | 5   | 6   | 7   | 8   | 9   | 10  |
| 20  | 11  | 12  | 13  | 14  | 15  | 16  | 17  |
| 21  | 18  | 19  | 20  | 21  | 22  | 23  | 24  |
| 22  | 25  | 26  | 27  | 28  | 29  | 30  | 31  |

| Juni | Juni | Juni | Juni | Juni | Juni | Juni | Juni |
| Kw   | Mo   | Di   | Mi   | Do   | Fr   | Sa   | So   |
| ---- | ---- | ---- | ---- | ---- | ---- | ---- | ---- |
| 23   | 1    | 2    | 3    | 4    | 5    | 6    | 7    |
| 24   | 8    | 9    | 10   | 11   | 12   | 13   | 14   |
| 25   | 15   | 16   | 17   | 18   | 19   | 20   | 21   |
| 26   | 22   | 23   | 24   | 25   | 26   | 27   | 28   |
| 27   | 29   | 30   |      |      |      |      |      |

| Juli | Juli | Juli | Juli | Juli | Juli | Juli | Juli |
| Kw   | Mo   | Di   | Mi   | Do   | Fr   | Sa   | So   |
| ---- | ---- | ---- | ---- | ---- | ---- | ---- | ---- |
| 27   |      |      | 1    | 2    | 3    | 4    | 5    |
| 28   | 6    | 7    | 8    | 9    | 10   | 11   | 12   |
| 29   | 13   | 14   | 15   | 16   | 17   | 18   | 19   |
| 30   | 20   | 21   | 22   | 23   | 24   | 25   | 26   |
| 31   | 27   | 28   | 29   | 30   | 31   |      |      |

| August | August | August | August | August | August | August | August |
| Kw     | Mo     | Di     | Mi     | Do     | Fr     | Sa     | So     |
| ------ | ------ | ------ | ------ | ------ | ------ | ------ | ------ |
| 31     |        |        |        |        |        | 1      | 2      |
| 32     | 3      | 4      | 5      | 6      | 7      | 8      | 9      |
| 33     | 10     | 11     | 12     | 13     | 14     | 15     | 16     |
| 34     | 17     | 18     | 19     | 20     | 21     | 22     | 23     |
| 35     | 24     | 25     | 26     | 27     | 28     | 29     | 30     |
| 36     | 31     |        |        |        |        |        |        |

| September | September | September | September | September | September | September | September |
| Kw        | Mo        | Di        | Mi        | Do        | Fr        | Sa        | So        |
| --------- | --------- | --------- | --------- | --------- | --------- | --------- | --------- |
| 36        |           | 1         | 2         | 3         | 4         | 5         | 6         |
| 37        | 7         | 8         | 9         | 10        | 11        | 12        | 13        |
| 38        | 14        | 15        | 16        | 17        | 18        | 19        | 20        |
| 39        | 21        | 22        | 23        | 24        | 25        | 26        | 27        |
| 40        | 28        | 29        | 30        |           |           |           |           |

| Oktober | Oktober | Oktober | Oktober | Oktober | Oktober | Oktober | Oktober |
| Kw      | Mo      | Di      | Mi      | Do      | Fr      | Sa      | So      |
| ------- | ------- | ------- | ------- | ------- | ------- | ------- | ------- |
| 40      |         |         |         | 1       | 2       | 3       | 4       |
| 41      | 5       | 6       | 7       | 8       | 9       | 10      | 11      |
| 42      | 12      | 13      | 14      | 15      | 16      | 17      | 18      |
| 43      | 19      | 20      | 21      | 22      | 23      | 24      | 25      |
| 44      | 26      | 27      | 28      | 29      | 30      | 31      |         |

| November | November | November | November | November | November | November | November |
| Kw       | Mo       | Di       | Mi       | Do       | Fr       | Sa       | So       |
| -------- | -------- | -------- | -------- | -------- | -------- | -------- | -------- |
| 44       |          |          |          |          |          |          | 1        |
| 45       | 2        | 3        | 4        | 5        | 6        | 7        | 8        |
| 46       | 9        | 10       | 11       | 12       | 13       | 14       | 15       |
| 47       | 16       | 17       | 18       | 19       | 20       | 21       | 22       |
| 48       | 23       | 24       | 25       | 26       | 27       | 28       | 29       |
| 49       | 30       |          |          |          |          |          |          |

| Dezember | Dezember | Dezember | Dezember | Dezember | Dezember | Dezember | Dezember |
| Kw       | Mo       | Di       | Mi       | Do       | Fr       | Sa       | So       |
| -------- | -------- | -------- | -------- | -------- | -------- | -------- | -------- |
| 49       |          | 1        | 2        | 3        | 4        | 5        | 6        |
| 50       | 7        | 8        | 9        | 10       | 11       | 12       | 13       |
| 51       | 14       | 15       | 16       | 17       | 18       | 19       | 20       |
| 52       | 21       | 22       | 23       | 24       | 25       | 26       | 27       |
| 53       | 28       | 29       | 30       | 31       |          |          |          |

| Januar | Januar | Januar | Januar | Januar | Januar | Januar | Januar |
| Kw     | Mo     | Di     | Mi     | Do     | Fr     | Sa     | So     |
| ------ | ------ | ------ | ------ | ------ | ------ | ------ | ------ |
| 1      |        |        | 1      | 2      | 3      | 4      | 5      |
| 2      | 6      | 7      | 8      | 9      | 10     | 11     | 12     |
| 3      | 13     | 14     | 15     | 16     | 17     | 18     | 19     |
| 4      | 20     | 21     | 22     | 23     | 24     | 25     | 26     |
| 5      | 27     | 28     | 29     | 30     | 31     |        |        |

| Februar | Februar | Februar | Februar | Februar | Februar | Februar | Februar |
| Kw      | Mo      | Di      | Mi      | Do      | Fr      | Sa      | So      |
| ------- | ------- | ------- | ------- | ------- | ------- | ------- | ------- |
| 5       |         |         |         |         |         | 1       | 2       |
| 6       | 3       | 4       | 5       | 6       | 7       | 8       | 9       |
| 7       | 10      | 11      | 12      | 13      | 14      | 15      | 16      |
| 8       | 17      | 18      | 19      | 20      | 21      | 22      | 23      |
| 9       | 24      | 25      | 26      | 27      | 28      | 29      |         |

| März | März | März | März | März | März | März | März |
| Kw   | Mo   | Di   | Mi   | Do   | Fr   | Sa   | So   |
| ---- | ---- | ---- | ---- | ---- | ---- | ---- | ---- |
| 9    |      |      |      |      |      |      | 1    |
| 10   | 2    | 3    | 4    | 5    | 6    | 7    | 8    |
| 11   | 9    | 10   | 11   | 12   | 13   | 14   | 15   |
| 12   | 16   | 17   | 18   | 19   | 20   | 21   | 22   |
| 13   | 23   | 24   | 25   | 26   | 27   | 28   | 29   |
| 14   | 30   | 31   |      |      |      |      |      |

| April | April | April | April | April | April | April | April |
| Kw    | Mo    | Di    | Mi    | Do    | Fr    | Sa    | So    |
| ----- | ----- | ----- | ----- | ----- | ----- | ----- | ----- |
| 14    |       |       | 1     | 2     | 3     | 4     | 5     |
| 15    | 6     | 7     | 8     | 9     | 10    | 11    | 12    |
| 16    | 13    | 14    | 15    | 16    | 17    | 18    | 19    |
| 17    | 20    | 21    | 22    | 23    | 24    | 25    | 26    |
| 18    | 27    | 28    | 29    | 30    |       |       |       |

| Mai | Mai | Mai | Mai | Mai | Mai | Mai | Mai |
| Kw  | Mo  | Di  | Mi  | Do  | Fr  | Sa  | So  |
| --- | --- | --- | --- | --- | --- | --- | --- |
| 18  |     |     |     |     | 1   | 2   | 3   |
| 19  | 4   | 5   | 6   | 7   | 8   | 9   | 10  |
| 20  | 11  | 12  | 13  | 14  | 15  | 16  | 17  |
| 21  | 18  | 19  | 20  | 21  | 22  | 23  | 24  |
| 22  | 25  | 26  | 27  | 28  | 29  | 30  | 31  |

| Juni | Juni | Juni | Juni | Juni | Juni | Juni | Juni |
| Kw   | Mo   | Di   | Mi   | Do   | Fr   | Sa   | So   |
| ---- | ---- | ---- | ---- | ---- | ---- | ---- | ---- |
| 23   | 1    | 2    | 3    | 4    | 5    | 6    | 7    |
| 24   | 8    | 9    | 10   | 11   | 12   | 13   | 14   |
| 25   | 15   | 16   | 17   | 18   | 19   | 20   | 21   |
| 26   | 22   | 23   | 24   | 25   | 26   | 27   | 28   |
| 27   | 29   | 30   |      |      |      |      |      |

| Juli | Juli | Juli | Juli | Juli | Juli | Juli | Juli |
| Kw   | Mo   | Di   | Mi   | Do   | Fr   | Sa   | So   |
| ---- | ---- | ---- | ---- | ---- | ---- | ---- | ---- |
| 27   |      |      | 1    | 2    | 3    | 4    | 5    |
| 28   | 6    | 7    | 8    | 9    | 10   | 11   | 12   |
| 29   | 13   | 14   | 15   | 16   | 17   | 18   | 19   |
| 30   | 20   | 21   | 22   | 23   | 24   | 25   | 26   |
| 31   | 27   | 28   | 29   | 30   | 31   |      |      |

| August | August | August | August | August | August | August | August |
| Kw     | Mo     | Di     | Mi     | Do     | Fr     | Sa     | So     |
| ------ | ------ | ------ | ------ | ------ | ------ | ------ | ------ |
| 31     |        |        |        |        |        | 1      | 2      |
| 32     | 3      | 4      | 5      | 6      | 7      | 8      | 9      |
| 33     | 10     | 11     | 12     | 13     | 14     | 15     | 16     |
| 34     | 17     | 18     | 19     | 20     | 21     | 22     | 23     |
| 35     | 24     | 25     | 26     | 27     | 28     | 29     | 30     |
| 36     | 31     |        |        |        |        |        |        |

| September | September | September | September | September | September | September | September |
| Kw        | Mo        | Di        | Mi        | Do        | Fr        | Sa        | So        |
| --------- | --------- | --------- | --------- | --------- | --------- | --------- | --------- |
| 36        |           | 1         | 2         | 3         | 4         | 5         | 6         |
| 37        | 7         | 8         | 9         | 10        | 11        | 12        | 13        |
| 38        | 14        | 15        | 16        | 17        | 18        | 19        | 20        |
| 39        | 21        | 22        | 23        | 24        | 25        | 26        | 27        |
| 40        | 28        | 29        | 30        |           |           |           |           |

| Oktober | Oktober | Oktober | Oktober | Oktober | Oktober | Oktober | Oktober |
| Kw      | Mo      | Di      | Mi      | Do      | Fr      | Sa      | So      |
| ------- | ------- | ------- | ------- | ------- | ------- | ------- | ------- |
| 40      |         |         |         | 1       | 2       | 3       | 4       |
| 41      | 5       | 6       | 7       | 8       | 9       | 10      | 11      |
| 42      | 12      | 13      | 14      | 15      | 16      | 17      | 18      |
| 43      | 19      | 20      | 21      | 22      | 23      | 24      | 25      |
| 44      | 26      | 27      | 28      | 29      | 30      | 31      |         |

| November | November | November | November | November | November | November | November |
| Kw       | Mo       | Di       | Mi       | Do       | Fr       | Sa       | So       |
| -------- | -------- | -------- | -------- | -------- | -------- | -------- | -------- |
| 44       |          |          |          |          |          |          | 1        |
| 45       | 2        | 3        | 4        | 5        | 6        | 7        | 8        |
| 46       | 9        | 10       | 11       | 12       | 13       | 14       | 15       |
| 47       | 16       | 17       | 18       | 19       | 20       | 21       | 22       |
| 48       | 23       | 24       | 25       | 26       | 27       | 28       | 29       |
| 49       | 30       |          |          |          |          |          |          |

| Dezember | Dezember | Dezember | Dezember | Dezember | Dezember | Dezember | Dezember |
| Kw       | Mo       | Di       | Mi       | Do       | Fr       | Sa       | So       |
| -------- | -------- | -------- | -------- | -------- | -------- | -------- | -------- |
| 49       |          | 1        | 2        | 3        | 4        | 5        | 6        |
| 50       | 7        | 8        | 9        | 10       | 11       | 12       | 13       |
| 51       | 14       | 15       | 16       | 17       | 18       | 19       | 20       |
| 52       | 21       | 22       | 23       | 24       | 25       | 26       | 27       |
| 53       | 28       | 29       | 30       | 31       |          |          |          |

## Ereignisse

### Politik und Weltgeschehen

#### Großer Nordischer Krieg

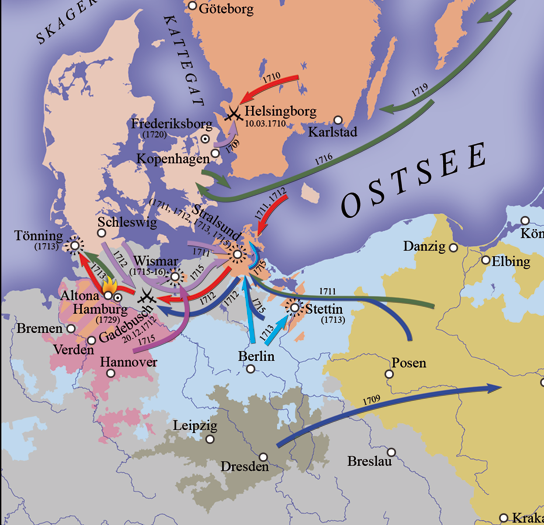
Der Krieg im Ostseeraum 1709–21

- 8. März: Karl XII. von Schweden marschiert mit einer 7.000 Mann starken Armee in Norwegen ein, besetzt die Hauptstadt Christiania, und belagert die Festung Akershus. Die norwegische Armee bedient sich der Kriegstaktik der verbrannten Erde, was Karl XII. zwingt, seine Armee von Christiania nach Südostnorwegen zu verlagern.
- 19. April: Karl Leopold, Herzog von Mecklenburg-Schwerin, heiratet in Danzig die russische Zarennichte Katharina Iwanowna. Der Vertrag von Danzig mit Zar Peter I. von Russland garantiert dem Herzog und seinen Nachfolgern Russlands militärische Unterstützung. Russland erhält dafür das Recht, militärische Stützpunkte im Herzogtum zu bauen und dort Truppen zu stationieren.
- 19. April: Der Pommernfeldzug 1715/1716 der preußischen, sächsischen und russischen Alliierten geht mit der Eroberung von Wismar zu Ende, Schweden verliert die seit dem Vorjahr belagerte Stadt als letzten Stützpunkt im Heiligen Römischen Reich. Die Festung wird danach geschleift.
- 4. Juli: Der Angriff auf Frederikshald durch Karl XII. wird von dänisch-norwegischen Truppen zurückgeschlagen.
- 8. Juli: Im Seegefecht im Dynekilen-Fjord besiegt ein schwaches dänisch-norwegisches Marinekommando unter Kapitän Peter Wessel Tordenskiold ein gleich schwaches schwedisches Kommando unter Schoutbynacht Olof Strömstierna im Dynekilenfjord an der Westküste Schwedens. Das schwedische Kommando hat schwedische Transportschiffe begleitet, die Truppen und Belagerungsartillerie von Göteborg in Schweden nach Fredrikstad in Norwegen befördert haben. Die ganze schwedische Transportflotte wird erbeutet oder zerstört, so dass König Karl XII. gezwungen ist, seinen norwegischen Feldzug aufzugeben und seine Armee aus Norwegen zurückzuziehen.

#### Polen-Litauen
- Februar: Nach wenigen Kampfhandlungen bittet die vom polnischen Adel gebildete Konföderation von Tarnogród unter der Führung von Stanisław Ledóchowski den russischen Zaren Peter I., zwischen der Konföderation und dem polnischen König August II. zu vermitteln.
- Im April reist der Zar nach Danzig, im Juli beginnen Verhandlungen in Lublin. Diese werden jedoch unterbrochen, als die Konföderation Posen erobert.
- Mitte August: August II. bittet Zar Peter persönlich um militärischen Beistand gegen die Konföderation. Das hat den Einmarsch russischer Truppen in Polen zur Folge.
- Oktober: In Warschau beginnen neuerlich Verhandlungen.
- 3. November: Die Konföderation von Tarnogród und August II. schließen in Warschau einen Friedensvertrag.

#### Heiliges Römisches Reich
- 8. Juni: Nach dem Tod von Johann Wilhelm wird sein Bruder Karl III. Philipp neuer Kurfürst der Kurpfalz und Herzog von Pfalz-Neuburg sowie von Jülich und Berg.
- Franz Ludwig von Pfalz-Neuburg wird Erzbischof von Trier und damit gleichzeitig Kurfürst. Er folgt dem im Vorjahr verstorbenen Karl III. Joseph von Lothringen. Damit stellen die Wittelsbacher für einige Jahre vier der zu diesem Zeitpunkt neun Kurfürsten (Pfalz, Bayern, Köln und Trier).

#### Venezianisch-Österreichischer Türkenkrieg
- Unter Berufung auf die Heilige Liga von 1684 drängt Venedig, das im Vorjahr seinen gesamten Besitz auf dem Peloponnes an die vorrückenden Osmanen verloren hat, die Habsburger, in den Krieg einzugreifen. Kaiser Karl VI., dessen Armee und Finanzen sich noch nicht vom Spanischen Erbfolgekrieg erholt haben, zögert aber. Erst als Papst Clemens XI. Geldmittel bereitstellt und eine Garantieerklärung Frankreichs, des Erzfeindes der Habsburger, für deren Besitzungen in Italien erwirkt, erneuert Karl am 13. April das Bündnis mit Venedig. Das Osmanische Reich erklärt Österreich daraufhin den Krieg.
- 25. Juli: Die Osmanen landen bei Korfu und beginnen mit der Belagerung der Insel.
- Juli: Eine osmanische Streitmacht, deren Stärke mit 200.000 Mann beziffert wird, zieht in Richtung auf die Festung Peterwardein an der Donau.
- 2. August: Es kommt zu Gefechten zwischen kaiserlicher Vorhut und türkischen Reitern.

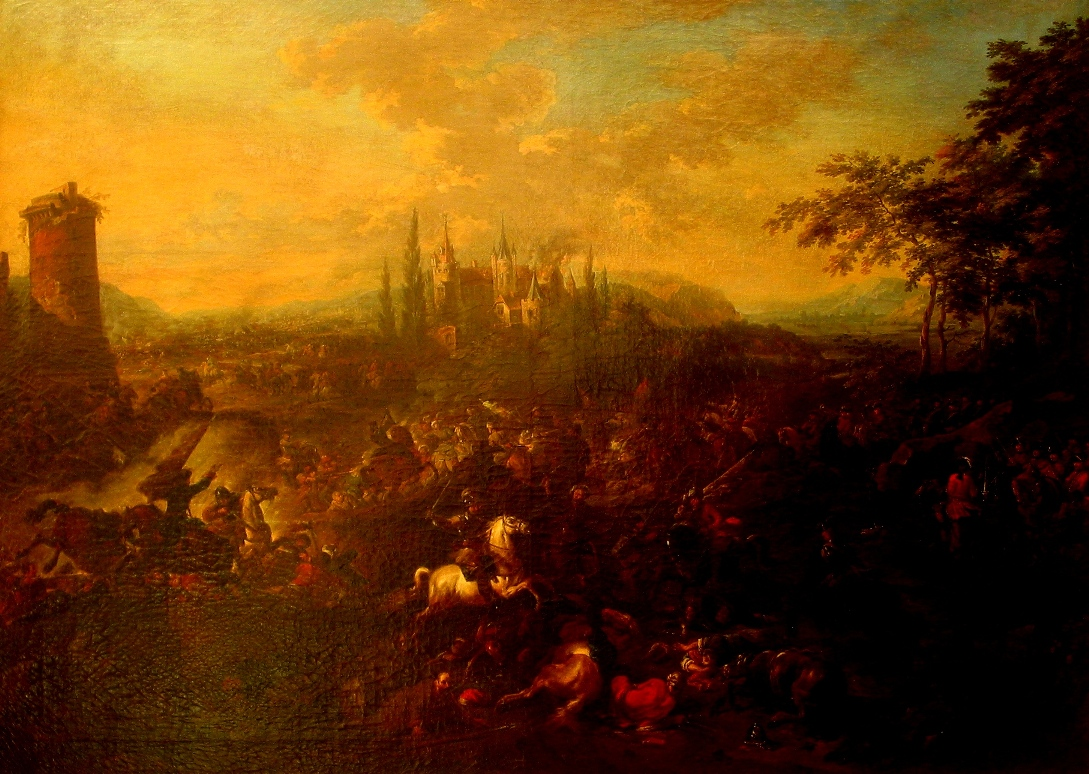
Jan Pieter van Bredael: Die Schlacht bei Peterwardein

- 5. August: Prinz Eugen von Savoyen gelingt ein vernichtender Sieg über das Osmanische Reich in der Schlacht von Peterwardein. Zu Ehren dieses Sieges lässt der Papst alle Glocken Roms läuten und sendet dem Prinzen einen geweihten Hut samt Degen, während der Reichstag dem Kaiser zusätzliche Türkensteuern bewilligt.
- Anschließend will Prinz Eugen seinen Sieg strategisch weiter ausnützen. Für eine Belagerung der zwischen Donau und Save gelegenen Festung Belgrad reicht jedoch seine Flussflottille nicht aus. Also beschließt er den Angriff auf die Festung Temesvár, das Zentrum des Banats. Die im August begonnene Belagerung endet im Oktober mit der Kapitulation der Besatzung, der freier Abzug gewährt wird. Mit der Übergabe von Temesvár enden 164 Jahre türkische Oberhoheit über das Banat, die letzte Region des alten Königreichs Ungarn, welche noch von den Osmanen gehalten worden ist.

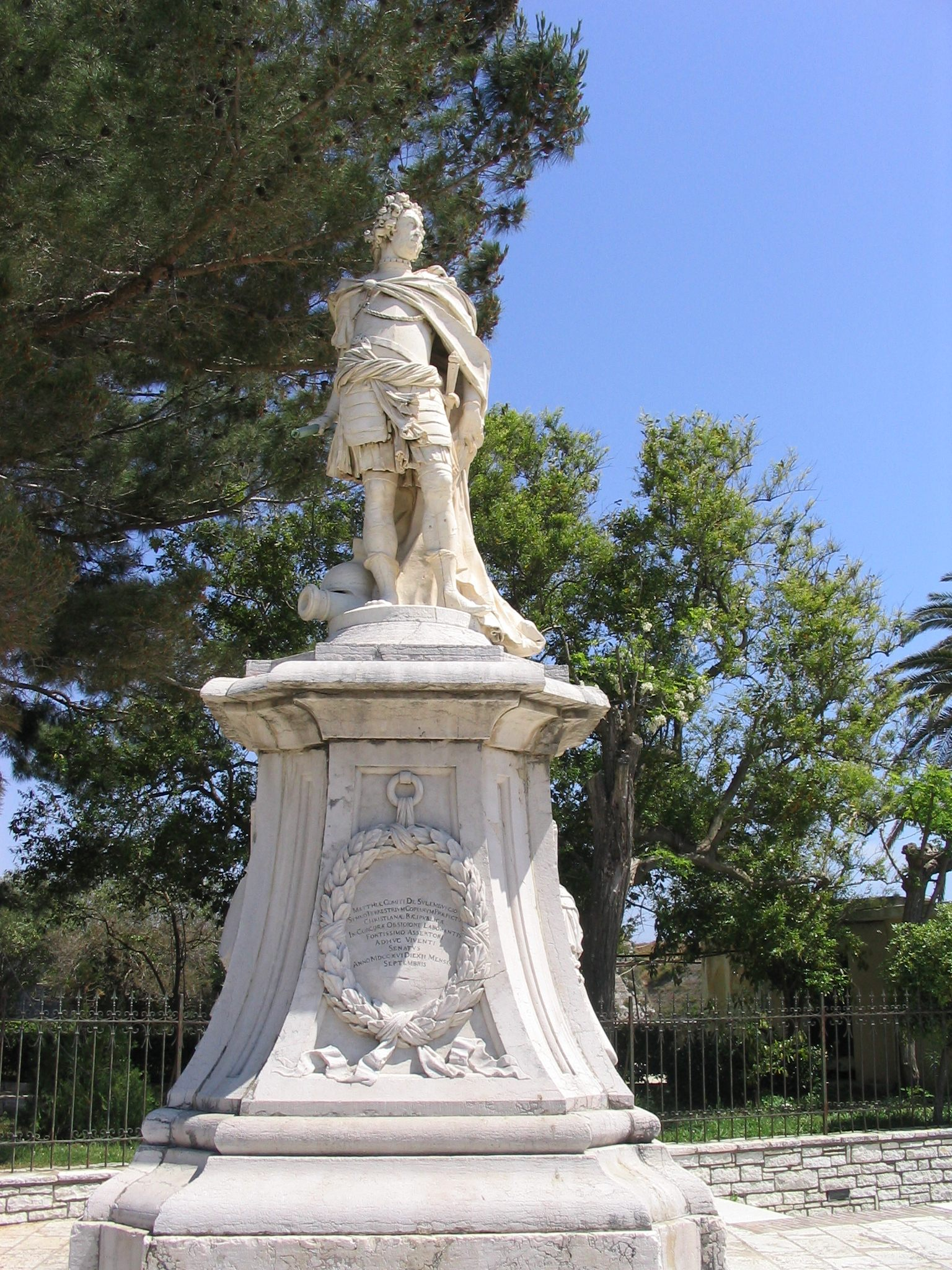
Denkmal Schulenburgs in Korfu, Statue von Antonio Corradini

- 18./20. August: Der venezianische Feldmarschall Matthias Johann von der Schulenburg besiegt die Osmanen bei Korfu, die daraufhin die Belagerung der Insel abbrechen. Am Anschluss erobert er die Festung Butrinto und die Insel Santa Maura.

#### Großbritannien
- 4. Februar: Nachdem der Aufstand der Jakobiten in Schottland zusammengebrochen ist, setzen sich deren Anführer John Erskine, 23. Earl of Mar, und James Francis Edward Stuart, the Old Pretender, nach Frankreich ab.
- Mai: Mit dem Septennial Act 1716 verlängert das von den Whigs dominierte britische Parlament die Dauer seiner Funktionsperiode von maximal drei auf maximal sieben Jahre.
- 1. November: Als Folge der Jakobiten-Aufstände wird im Königreich Großbritannien der Disarming Act erlassen. Er verbietet in bestimmten Teilen Schottlands das Besitzen, Tragen und Benutzen von Waffen. Das Gesetz ist jedoch wenig effektiv.

#### Amerika
- Ein Gesetz in South Carolina zwingt die Pflanzer, für je zehn Sklaven auch einen weißen Diener zu importieren. Als Anreiz sollen die Pflanzer für jeden importierten weißen Diener eine Prämie von 25 Pfund erhalten. Hintergrund des Gesetzes ist die Sorge des Gesetzgebers um mögliche Sklavenaufstände.
- Der erste Krieg der Natchez gegen die Franzosen wird auf dem Verhandlungsweg gelöst.
- Der Yamasee-Krieg zwischen der Provinz Carolina und mehreren Indianerstämmen geht weiter. Die Cherokee schlagen sich auf die Seite der Provinz.

#### Afrika
- 19. Februar: David III. aus der solomonischen Dynastie wird negus von Äthiopien, nachdem er vermutlich seinen seit dem Vorjahr gelähmten Vorgänger Yostos erwürgt hat. Im März lässt er drei Missionare des Franziskaner-Ordens aus Gonder steinigen, als diese sich weigern, an der äthiopischen Eucharistie teilzunehmen.

#### Asien
- 19. Juni: Im Alter von knapp sieben Jahren stirbt Tokugawa Ietsugu, der siebte Shōgun der Edo-Zeit in Japan. Sein Nachfolger Tokugawa Yoshimune wird aus der Kii-Linie der Familie gewählt.

### Wirtschaft
- 15. Dezember: Die englische Wochenzeitung Weekly Journal erscheint erstmals.
- Der schottische Nationalökonom John Law gründet mit Zustimmung des französischen Regenten in Paris die Banque Generale und vergibt Kredite auf Papiergeldbasis. Die Bank ist privat, ihr Kapital jedoch wird zu drei Vierteln aus – weitgehend wertlosen – Staatsanleihen aufgebracht. Trotz der anfänglichen Unterkapitalisierung gewinnt sie langsam das Vertrauen der Öffentlichkeit und ihre Noten werden als Zahlungsmittel akzeptiert.
- Der Magistrat von Ruhrort beschließt den Bau eines Hafens, der Keimzelle der heutigen Duisburg-Ruhrorter Häfen.
- Johann Georg Katz errichtet im badischen Weisenbach ein Sägewerk.

### Wissenschaft und Technik
- Kaiser Karl VI. gründet in Ostrava eine Bergschule, aus der sich mit den Jahrzehnten die Technische Universität Ostrava entwickelt.
- Nach rund sechsjähriger Arbeit wird das Kangxi-Wörterbuch der Qing-Dynastie in China fertiggestellt. Darin wird die Anzahl der Radikale auf 214 reduziert.

### Kultur
- 2. Januar: Der Gründungserlass über die Spanische Nationalbibliothek wird erst jetzt verkündet. Sie hat nach Gründung durch König Philipp V. bereits im Jahr 1712 die Tätigkeiten aufgenommen.
- 19. Januar: Die Kirchenkantate Mein Gott, wie lang, ach lange? von Johann Sebastian Bach hat ihre Uraufführung in der Schlosskirche von Weimar. Der Kantatentext stammt vom Weimarer Hofdichter Salomon Franck.
- 30. April: Das Opernhaus vorm Salztor in Naumburg (Saale) wird durch einen Brand völlig vernichtet und danach nicht wieder aufgebaut.

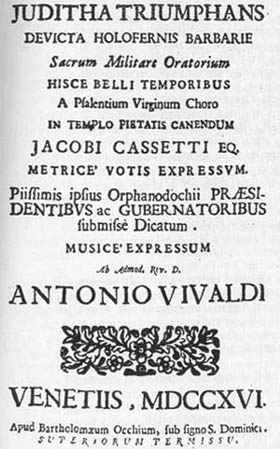
Erstausgabe von Juditha triumphans

- November: Das Oratorium Juditha triumphans devicta Holofernis barbarie von Antonio Vivaldi wird vom Orchester und Chor des Ospedale della Pietà in Venedig uraufgeführt. Das einzige heute erhaltene Oratorium Vivaldis wurde von der Republik Venedig in Auftrag gegeben, um den Sieg gegen die Türken bei der Belagerung von Korfu im gleichen Jahr zu feiern. Das Libretto stammt von Iacopo Cassetti.
- Nach rund zweijähriger Bauarbeit stellt Johann Lucas von Hildebrandt das im Auftrag von Prinz Eugen von Savoyen errichtete Untere Belvedere außerhalb der Wiener Stadtmauern fertig.

### Gesellschaft, Religion und Sport
- 10. Dezember: Sechs sorbische Studenten der evangelischen Theologie aus der Oberlausitz gründen an der Universität Leipzig das Wendische Prediger-Collegium. Ziel ist es, Predigten in ihrer Muttersprache auszuarbeiten und sie sich gegenseitig vorzutragen, um sich auf ihre spätere Tätigkeit in sorbischsprachigen Gemeinden vorzubereiten.

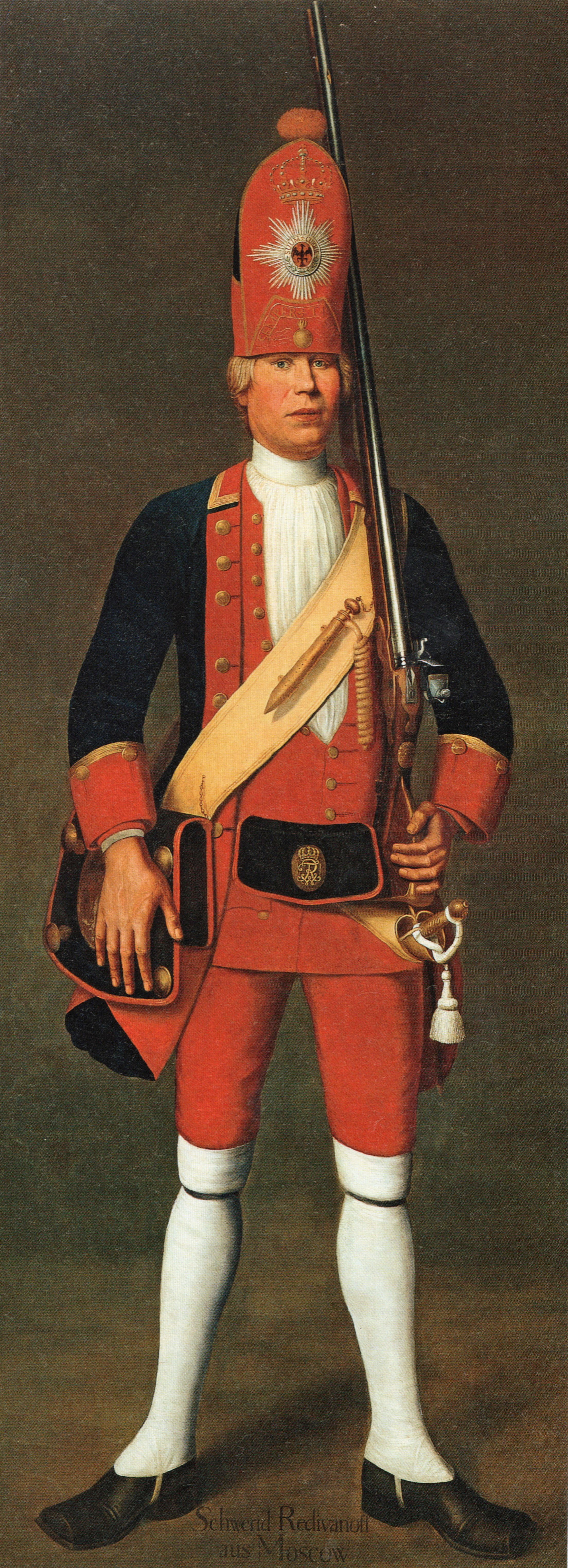
Grenadier Schwerid Rediwanoff aus Moskau, einer der Männer, die Peter der Große im Geschenkaustausch gegen das Bernsteinzimmer nach Berlin schickt

- Der preußische König Friedrich Wilhelm I. schenkt dem russischen Zaren Peter I. das von Andreas Schlüter entworfene Bernsteinzimmer. Im Gegenzug erhält er „Lange Kerls“ für seine Leibgarde. Peters Tochter Elisabeth lässt das Zimmer erweitern und in Sankt Petersburg zunächst im Winterpalast installieren.
- Im schottischen Kilsyth wird der erste Curlingclub gegründet. Die Steine sind zu diesem Zeitpunkt meist unbehandelte, flache Steine, die man in Flüssen findet.

## Geboren

### Januar bis Mai
- 04. Januar: Aaron Burr, Sr., Geistlicher, Vater des gleichnamigen Vizepräsidenten der USA († 1757)
- 11. Januar: Edmund Sheffield, 2. Duke of Buckingham and Normanby, britischer Adeliger († 1735)
- 12. Januar: Antonio de Ulloa, spanischer Gelehrter und Admiral († 1795)
- 14. Januar: Franz Dionys von Rost, römisch-katholischer Bischof des Bistums Chur († 1793)
- 15. Januar: Philip Livingston, Delegierter des Staates New York im Kontinentalkongress († 1778)
- 19. Januar: Johann Friedrich Esaias Steffens, deutscher evangelischer Theologe († 1802)

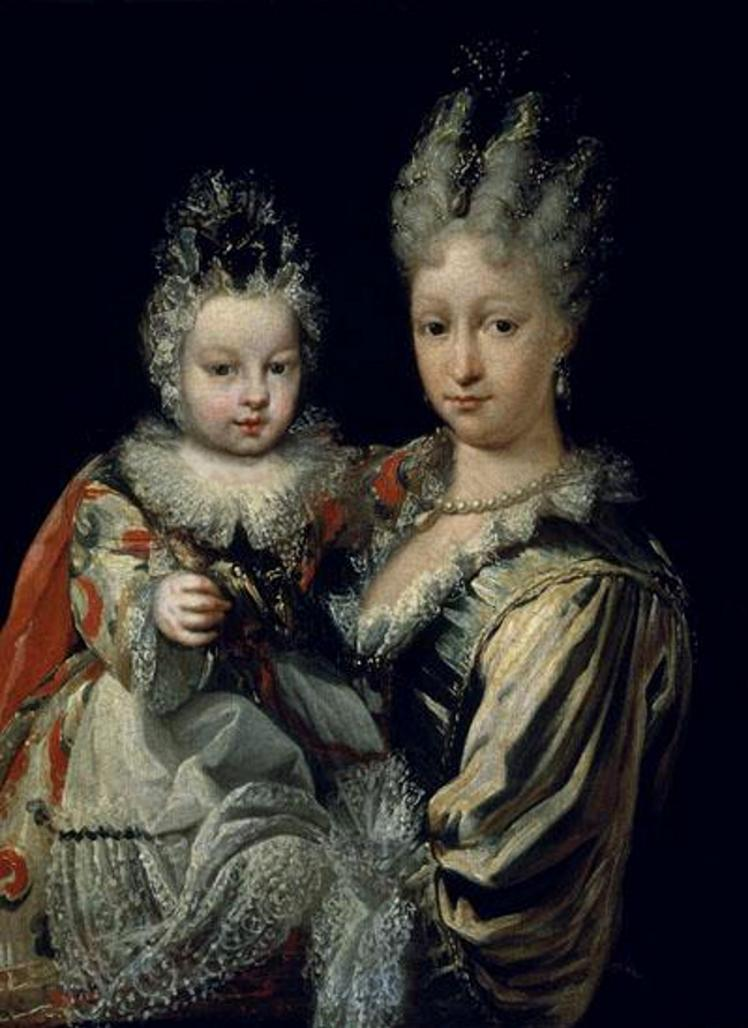
Elisabetta Farnese mit dem Infanten Don Carlos 1716

- 20. Januar: Karl III., König von Spanien († 1788)
- 26. Januar: George Germain, 1. Viscount Sackville, britischer Soldat und Politiker († 1785)
- 30. Januar: Carl Fredrik Adelcrantz, schwedischer Architekt († 1796)
- 10. Februar: Johann Daniel Müller, deutscher Violinist, Bratschist, Konzertdirektor und radikalpietistischer Autor
- 02. März: Itō Jakuchū, japanischer Maler († 1800)
- 05. März: Nikolaus von Pacassi, österreichischer Architekt († 1790)
- 05. März: Catherine Théot, französische Mystikerin († 1794)
- 13. März: Philippine Charlotte von Preußen, Herzogin zu Braunschweig und Lüneburg sowie Fürstin von Braunschweig-Wolfenbüttel († 1801)
- 16. März: Eberhard Heinrich Daniel Stosch, deutscher reformierter Theologe († 1781)
- 19. März: Giuseppe Zocchi, italienischer Maler, Zeichner und Kupferstecher († 1767)
- 20. März: Guillaume Coustou der Jüngere, französischer Bildhauer († 1777)
- 21. März: Josef Seger, böhmischer Organist und Komponist († 1782)
- 25. März: Alexei Petrowitsch Antropow, russischer Maler, Hofmaler von Peter III. und Katharina der Großen († 1795)
- 09. April: Johann Georg Zechner, österreichischer Organist und Komponist († 1778)
- 13. April: Leopold Johann von Österreich, Erzherzog von Österreich, letztgeborener männlicher Nachkomme aus dem Haus Habsburg († 1716)
- 17. April: Antoine Maurice der Jüngere, Schweizer evangelischer Geistlicher und Hochschullehrer († 1795)
- 29. April: Enea Arnaldi, italienischer Architekt († 1794)
- 03. Mai: Franz Anton Zeiller, österreichischer Maler († 1794)
- 08. Mai: James Wright, britischer Jurist und Kolonialgouverneur der Province of Georgia († 1785)
- 17. Mai: Johann Matthias Schreiber, deutscher Orgelbauer († 1771)
- 18. Mai: Franz Ludwig Pfyffer, Schweizer Politiker und Kartograf († 1802)
- 21. Mai (getauft): Gottlieb Benedict Zemisch, deutscher Rauchwarenhändler und Kunstmäzen in Leipzig († 1789)
- 24. Mai: Johann Matthias von Bernuth, deutscher Beamter († 1797)
- 24. Mai: Konstantin, Landgraf von Hessen-Rotenburg († 1778)
- 25. Mai: Georg Abbt, Schweizer evangelischer Geistlicher († 1757)
- 29. Mai: Louis Jean-Marie Daubenton, französischer Arzt und Naturforscher († 1799)
- 29. Mai: Ernst Ludwig Pauli, deutscher evangelischer Theologe († 1783)
- 31. Mai: Georg Hermann Richerz, deutscher lutherischer Geistlicher († 1767)

### Juni bis Dezember
- 11. Juni: Otto von Münchhausen, deutscher Botaniker († 1774)
- 13. Juni: Albert Schulte, Bürgermeister von Hamburg († 1786)
- 18. Juni: Carl Edzard, Fürst von Ostfriesland († 1744)
- 18. Juni: Joseph-Marie Vien, französischer Maler († 1809)
- 23. Juni: Hendrik Hooft, Bürgermeister von Amsterdam († 1794)
- 25. Juni: Johann Baptist Babel, deutscher, in der Schweiz tätiger Bildhauer († 1799)
- 27. Juni: Louise Diane d’Orléans, Fürstin von Conti († 1736)
- 29. Juni: Joseph Stepling, deutsch-böhmischer Gelehrter († 1778)
- 03. Juli: Philipp Gotthard von Schaffgotsch, Fürstbischof von Breslau († 1795)
- 14. Juli: Ludwig Siegfried Vitzthum von Eckstädt, kursächsischer Diplomat und Verwalter der kurfürstlichen Kunstsammlungen († 1777)
- 08. August: Joachim Ludwig Heydert, königlicher Hofgärtner in Potsdam († 1794)
- 10. August: Eugenios Voulgaris, griechischer Mönch, Theologe, Philosoph und Schriftsteller († 1806)
- 12. August: Johann Jakob Simmler, Schweizer evangelischer Geistlicher und Kirchenhistoriker († 1788)
- 24. August: Johann Friedrich Heintzmann, Baumeister und Bergmeister von Wernigerode († 1764)
- 11. September: Carl Adrian von Arnstedt, preußischer Gutsherr und Beamter († 1800)
- 06. Oktober: Achaz Heinrich von Alvensleben, preußischer Generalmajor († 1777)
- 18. November: Andreas Rehberger, deutscher evangelischer Geistlicher und Kirchenlieddichter († 1769)
- 19. November: Ernst Daniel Adami, deutscher Kapellmeister, Organist, Musikpädagoge, Schriftsteller, Chordirektor, Lehrer und Theologe († 1795)
- 24. November: Philipp Ernst Kern, Generalsuperintendent in Hildburghausen († 1776)
- 27. November: Louise-Henriette Volland, französische Intellektuelle, Geliebte des Philosophen Denis Diderot († 1784)
- 01. Dezember: Étienne-Maurice Falconet, französischer Bildhauer († 1791)
- 06. Dezember: Jérémie Pauzié, Genfer Juwelier († 1779)
- 07. Dezember: Heinrich Ernst zu Stolberg-Wernigerode, deutscher Politiker, Domherr, Propst und Dichter zahlreicher Kirchenlieder († 1778)
- 12. Dezember: Leopoldine Marie von Anhalt-Dessau, Markgräfin von Brandenburg-Schwedt († 1782)
- 15. Dezember: Sabine Elisabeth Oelgard von Bassewitz, deutsche Schriftstellerin († 1790)
- 16. Dezember: Louis-Jules Mancini-Mazarini, französischer Politiker und Schriftsteller († 1798)
- 25. Dezember: Johann Jacob Reiske, deutscher Begründer der Arabistik als souveräner Wissenschaft († 1774)
- 26. Dezember: Thomas Gray, englischer Dichter und Gelehrter († 1771)

### Genaues Geburtsdatum unbekannt
- Ludwig von Angelelli de Malvezzi, preußischer Generalmajor († 1797)
- Charles-Louis d’Authville Des Amourettes, französischer Militär, Autor und Enzyklopädist († 1762)
- Yosa Buson, japanischer Dichter und Maler († 1784)
- Yuan Mei, chinesischer Dichter und Gourmet († 1797)

## Gestorben

### Januar bis April
- 01. Januar: William Wycherley, englischer Dramatiker (* 1640)
- 02. Januar: Michelangelo Fardella, sizilianischer Gelehrter (* 1650)
- 08. Januar: Franz Ernst von Hessen-Darmstadt, deutscher Adliger (* 1695)
- 11. Januar: Marfa Matwejewna Apraxina, Zarin von Russland (* 1664)
- 30. Januar: Marie Casimire Louise de la Grange d’Arquien, französische Adelige, Königin von Polen und Großfürstin von Litauen (* 1641)
- 02. Februar: Juan Domingo de Zuñiga y Fonseca, Statthalter der Spanischen Niederlande (* 1640)
- 03. Februar: Giuseppe Alberti, italienischer Maler und Bildhauer (* 1640)
- 13. Februar: Georg Albrecht Hamberger, deutscher Mathematiker und Physiker (* 1662)
- 19. Februar: Dorothe Engelbretsdatter, norwegische Dichterin (* 1634)
- 19. Februar: Yostos, Kaiser von Äthiopien
- 23. Februar: Maria Anna von Thun und Hohenstein, Prinzessin von Liechtenstein (* 1697)
- 03. März: Liberat Weiß, Missionar des Franziskanerordens in Äthiopien und katholischer Märtyrer (* 1675)
- 10. März: Wenzel Ludwig von Radolt, österreichischer Adeliger, Komponist und Lautenist (* 1667)
- 15. März: Franz Ferdinand von Rummel, Fürstbischof der Diözese Wien (* 1644)
- 19. März: Dietrich von Brömbsen, Ratsherr von Lübeck (* 1653)
- 26. März: Johann Friedrich Gleditsch, deutscher Verlagsbuchhändler (* 1653)
- 06. April: Johann Heinrich Hoffmann, deutscher Astronom (* 1669)
- 09. April: Andreas Wolff, deutscher Maler (* 1652)
- 10. April: Samuel Faber, Nürnberger Theologe und Dichter (* 1657)
- 11. April: Christian Knaut, deutscher Arzt, Botaniker und Bibliothekar (* 1656)
- 11. April: Leo Ulfeldt, dänischer Adeliger, österreichischer Feldmarschall und Vizekönig von Katalonien (* 1651)
- 13. April: Arthur Herbert, 1. Earl of Torrington, englischer Peer und Politiker (* 1647)
- 13. April: Johann Jakob Müller, deutscher Moralphilosoph (* 1650)
- 21. April: Louis-Armand de Lom d’Arce, französischer Offizier und Reisender in den französischen Kolonien Nordamerikas (* 1666)
- 27. April: Ferdinand Karl Weinhart, österreichischer Mediziner und Hochschullehrer, Leibarzt Josephs I. und Karls VI. (* 1654)
- 28. April: Louis-Marie Grignion de Montfort, französischer Volksmissionar, Schriftsteller und Ordensgründer (* 1673)

### Mai bis August
- 05. Mai: Paolo Pagani, italienischer Maler (* 1655)
- 11. Mai: Franz de Hieronymo, italienischer Jesuit und Volksmissionar, Heiliger der römisch-katholischen Kirche (* 1642)
- 17. Mai: Joan Corver, Regent von Amsterdam (* 1628)
- 29. Mai: Carl Piper, schwedischer Staatsmann (* 1647)
- 02. Juni: Ogata Kōrin, japanischer Maler und Lackkünstler (* 1658)
- 05. Juni: Roger Cotes, englischer Mathematiker (* 1682)

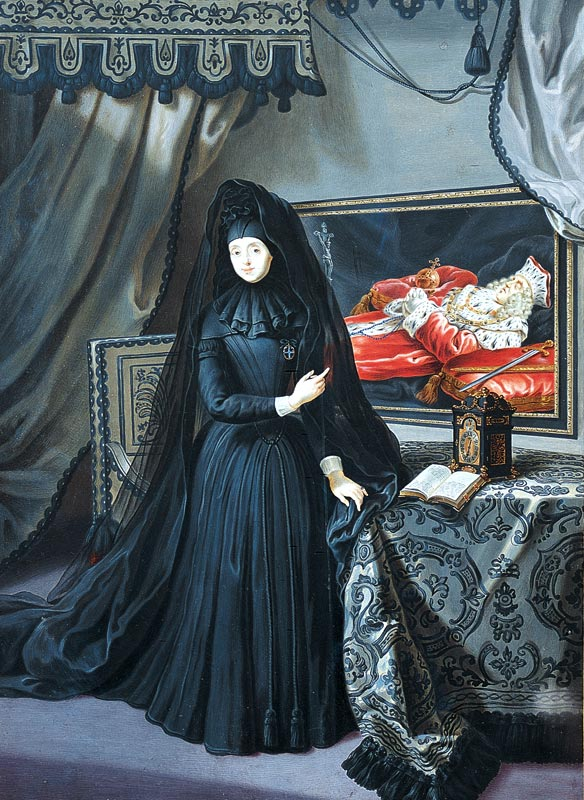
Anna Maria Luisa de’ Medici trauert um ihren Gatten, Kurfürst Johann Wilhelm

- 08. Juni: Johann Wilhelm, Pfalzgraf und Kurfürst der Pfalz, Herzog von Jülich und Berg und Erzschatzmeister des Heiligen Römischen Reiches (* 1658)

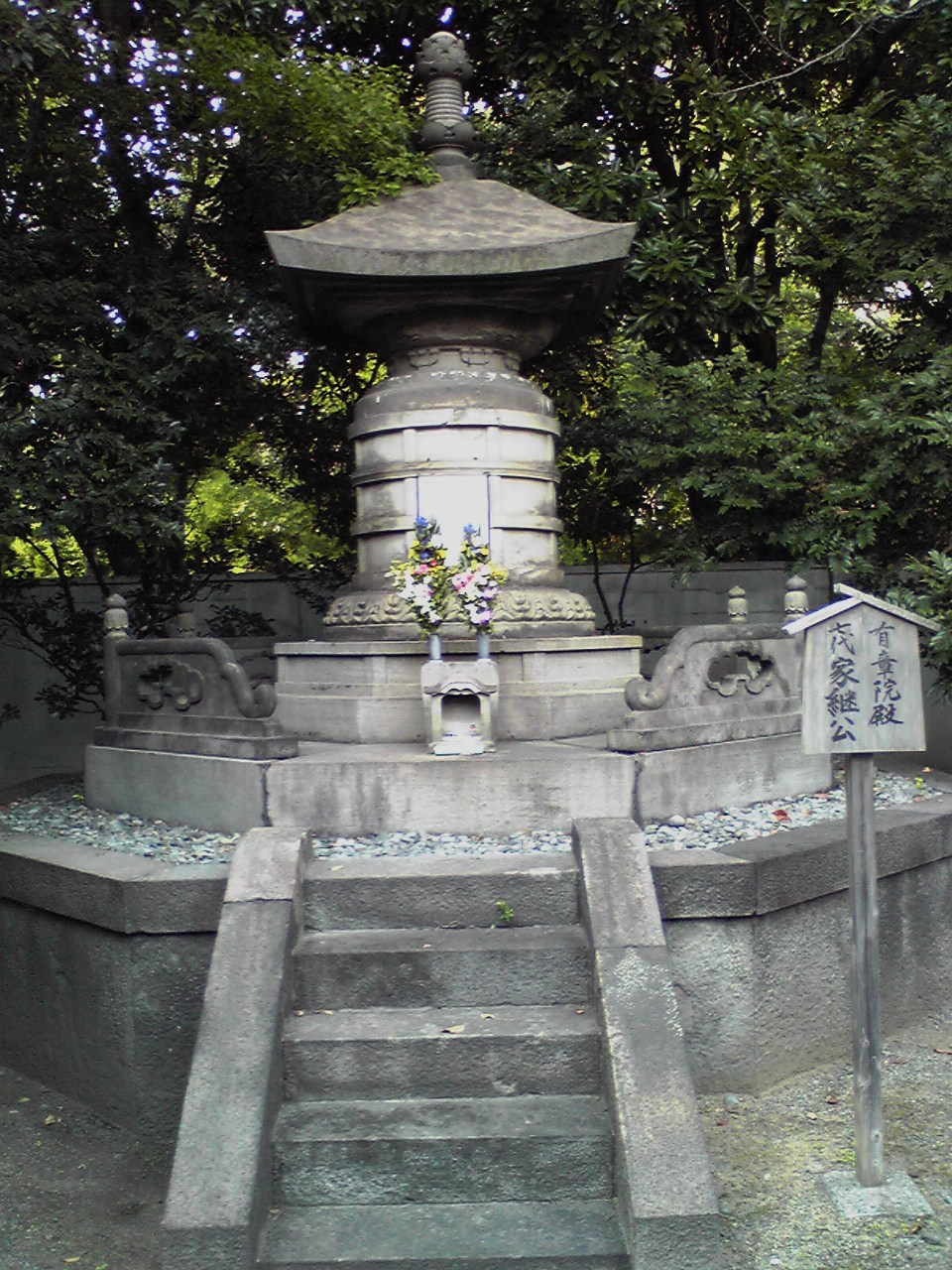
Tokugawa Ieshiges Grabstele auf dem Friedhof des Zōjō-ji

- 19. Juni: Tokugawa Ietsugu, 7. Shōgun der Edo-Zeit in Japan (* 1709)
- 24. Juni: Hans Rudolf Tschudi, Schweizer Pfarrer in Wartau, Kanton St. Gallen (* 1641)
- 28. Juni: George FitzRoy, 1. Duke of Northumberland, englischer bzw. britischer Militär (* 1665)
- 15. Juli: Gaetano Veneziano, italienischer Komponist und Kapellmeister (* 1656)
- 16. Juli: David von Fletscher, deutscher Kaufmann und Rittergutbesitzer (* 1646)
- 20. Juli: Sigismund Christoph von Herberstein, Bischof von Laibach (* 1644)
- 20. Juli: Diederik van Veldhuyzen, Utrechter Aristokrat und Politiker (* 1651)
- 24. Juli: Johann Georg Haresleben, österreichischer Bildhauer von Eggenburg, Niederösterreich (* 1671)
- 26. Juli: Paolo Alessandro Maffei, italienischer Schriftsteller und Antiquar (* 1653)
- 03. August: Sebastián Durón, spanischer Organist und Komponist (* 1660)
- 06. August: Friedrich August, Herzog von Württemberg-Neuenstadt (* 1654)
- 20. August: Brand Westermann, deutscher Baumeister (* 1646)

### September bis Dezember
- 01. September: Heinrich Meißner, Hamburger Rechenmeister und Gründer der Mathematischen Gesellschaft in Hamburg (* 1644)
- 25. September: Johann Christoph Pez, deutscher Komponist und Kapellmeister (* 1664)
- 26. September: Antoine Parent, französischer Mathematiker (* 1666)
- 30. September: Heinrich Georg Neuss, deutscher Kirchenlieddichter (* 1654)
- 01. Oktober: Giovanni Battista Bassani, italienischer Violinist und Komponist (* um 1647)
- 06. Oktober: Johann David Feyerabend, Bürgermeister der Reichsstadt Heilbronn (* 1643)
- 10. Oktober: Anton Egon, Reichsfürst und gefürsteter Landgraf von Fürstenberg-Heiligenberg (* 1656)
- 15. Oktober: Jakob Gronovius, deutsch-niederländischer klassischer Philologe, Archäologe, Historiker und Geograph (* 1645)
- 17. Oktober: Anne Hamilton, 3. Duchess of Hamilton, schottische Adelige (* 1632)
- 02. November: Engelbert Kaempfer, deutscher Arzt und Forschungsreisender, Handelsbeauftragter im Auftrage des schwedischen Königs (* 1651)
- 03. November: Johann Joseph Ignaz Loew von Erlsfeld, deutsch-böhmischer Jurist (* 1673)
- 04. November: Leopold Johann von Österreich, Erzherzog von Österreich, letztgeborener männlicher Nachkomme aus dem Haus Habsburg (* 1716)
- 04. November: Giovanni Simonetti, Schweizer Baumeister und Stuckateur (* 1652)
- 11. November: Adam Öhninger, deutscher Franziskaner und Orgelbauer (* um 1646)

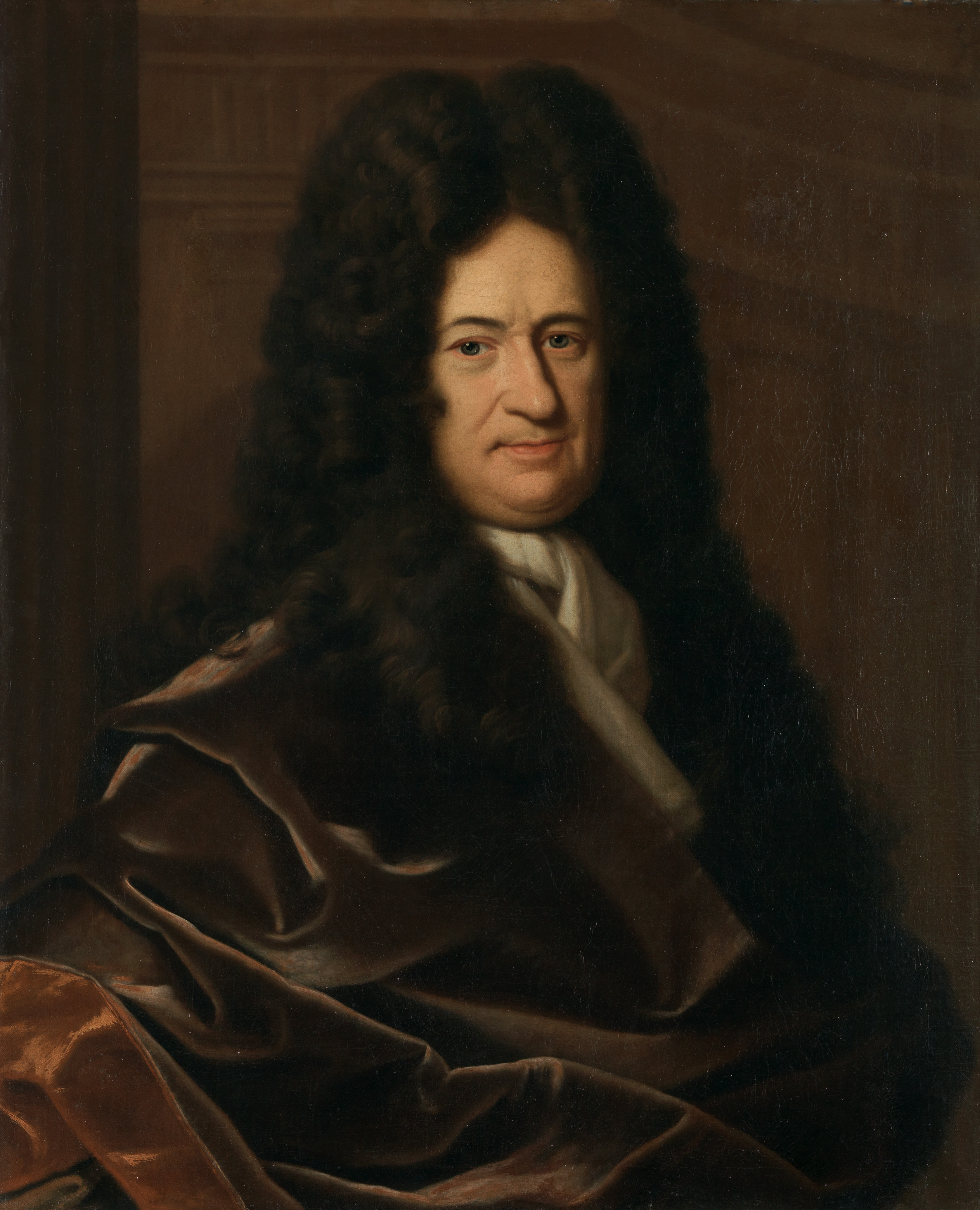
Gottfried Wilhelm Leibniz, um 1700

- 14. November: Gottfried Wilhelm Leibniz, deutscher Philosoph und Universalgelehrter (* 1646)
- 26. November: Nils Bielke, schwedischer General und Gouverneur von Schwedisch-Pommern (* 1644)
- November: Johann Aegidius Bach, Bratschist und Altist in der Stadtmusikanten-Kompagnie in Erfurt (* 1645)
- 06. Dezember: Benedictus a Sancto Josepho, niederländischer Komponist (* um 1642)
- 07. Dezember: George Gordon, 1. Duke of Gordon, schottischer Adliger (* 1649)
- 09. Dezember: Friedrich Aly, osmanischer Soldat, Kammertürke am Hofe des Kurfürsten Friedrich III. von Brandenburg (* um 1666)
- 10. Dezember: Reinhold Johan von Fersen, deutschbaltischer Militär und Politiker in schwedischen Diensten (* 1646)
- 13. Dezember: Charles de La Fosse, französischer Maler (* 1636)
- 18. Dezember: Jan van Cleef, niederländischer Maler (* 1646)
- 18. Dezember: Thomas von Wickede, Bürgermeister von Lübeck (* 1646)
- 20. Dezember: Anton Günther II., Fürst von Schwarzburg, Graf von Hohnstein, Herr von Sondershausen, Arnstadt und Leutenberg (* 1653)
- 20. Dezember: Susanna Maria von Sandrart, Nürnberger Zeichnerin und Kupferstecherin (* 1658)
- 22. Dezember: Tobias Reimers, deutscher Jurist und Bürgermeister von Lüneburg (* 1653)
- Dezember: Pierre Tabart, französischer Komponist (* 1645)

### Genaues Todesdatum unbekannt
- Diedrich Baedeker, deutscher Buchdrucker und Verleger (* 1680)
- Pietro Guerrini, Florentiner Zeichner, Techniker und Spion (* 1651)
- Na'īmā, osmanischer Verwaltungsbeamter, Historiker und Autor (* um 1655)